# Szóma (ital)
A szóma egy szanszkrit szó (सोम) annak a szertartási italnak a jelölésére, amelyet a Védák szerint széles körben használtak.
Hasonlóan a görögök ambróziájához, a hindu mitológiában is az istenek itala, amely halhatatlanságot biztosít nekik. A zoroasztrizmusban haoma  (vagy haóma) néven szerepel.
A szóma valamilyen a hegyekben élő, ismeretlen növény vagy gombaféle nedvéből készült, amelyet a papok felhasználták a szertartásokon és felajánlottak áldozatul. A pszichotrop növényt a papok összezúzták és a nedvét egy szűrőn keresztül tejjel és vízzel töltött kádakba csorgatták, majd felajánlva az isteneknek, megitták a folyadékot. Erős hallucinogén hatása lehetett. Az ital pontos receptjét csak a papok ismerték, melyet szájhagyomány során adtak tovább.
"Akárha szél sodorna, az ital felemel magával. Hát nem szómát ittam?
Egyik szárnyam az égben, a másik a földet sepri. Hát nem szómát ittam?
Óriás vagyok, óriás! Felhők közé repülök. Hát nem szómát ittam?"
A Rigvédában Indra isten itala, aki hatalmas mennyiséget iszik belőle, mielőtt megtámadja Vritra démont. 
"Indra, sárkánykígyó-ölő, szóma-italt nálunk igyék, találjon benne új erőt, az új hőstettre készülő."
A klasszikus hindu vallásban a Szómát azonosítják a Holddal. A puránák mitológiájában a hold-istenség.

## Haóma
A szóma-kultusz párhuzamba állítható az iráni haóma-kultusszal, és valószínűleg egy közös indoeurópai vallásra utal. Perzsiában a haoma növény, amelynek azonos nevű kipréselt leve hatásos élénkítőszer. Nem tudni milyen helyet foglalt el az ősi hagyományban. A zoroasztriánusok által használt haómát egy ephedrinfélével azonosították, valószínűleg az Ephedra procera-nak felelt meg. Leve hallucinogén hatású, ezért azt tartották, különösen ösztönzően hat a harcosokra és a költőkre. A vallási szertartásokon is felhasználták a növény nedvét, mert hitük szerint ez az ital segíti a hívőket, hogy tisztábban lássák a vallás igazságait, és a papokat fogékonyabbá teszi az isteni kinyilatkoztatás iránt. A szertartásokból itt is kifejlődött egy azonos nevű istenség alakja.